# 리맨즈 클럽
《리맨즈 클럽》(일본어: リーマンズクラブ)은 일본의 애니메이션이다. 2022년 1월 23일부터 4월 17일까지 TV 아사히 계열에서 방영되었다.

## 줄거리
시라토리 미코토는 배드민턴 선수로 활약하고 있던 천재적인 관찰안이었지만, 인터하이에서 일어난 원인으로 소속되어 있던 강팀 미츠호시 은행의 사회인 선수로 자신이 생각하는 플레이를 할 수 없게 되었다. 재기를 걸어 선라이트 베버리지에 입사한 존을 고대하던 호쾌한 선배사원 미야즈미 타츠루을 만난다. 신인 사회인, 그리고 호쾌한 사원인 배드리만, 포기하려던 꿈이 다시 시작되려 한다.